# Kylie's Remixes Volume 1
Kylie's Remixes Volume 1 es un álbum de remixes de Kylie Minogue que fue lanzado en Japón el 16 de marzo de 1989, que alcanzó el Top 30 en las listas de Oricon y certificado oro. Más tarde fue lanzado en Australia en 1993 y reeditado en 1998. Esta compilación incluye remixes de nueve de sus primeros sencillos.

## Lista de canciones
1. "I Should Be So Lucky" (The Bicentennial Remix) – 6:12
2. "Got to Be Certain" (The Extra Beat Boys Remix) – 6:52
3. "The Loco-Motion" (The Sankie Remix) – 6:36
4. "Je Ne Sais Pas Pourquoi" (Moi Non Plus Mix) – 5:55
5. "Turn It Into Love" – 3:37
6. "It's No Secret" (Versión extendida) – 5:49
7. "Je Ne Sais Pas Pourquoi" (The Revolutionary Mix) – 7:16
8. "I Should Be So Lucky" (New Remix) – 5:33
9. "Made in Heaven" (Made in England Mix) – 6:19